# Young Widows
Young Widows is een Amerikaanse band uit Louisville (Kentucky). Ze hebben vier volledige albums en zeven split-ep's uitgebracht.

## Bezetting
Huidige bezetting
- Evan Patterson[2] (gitaar, zang, 2006–present)
- Nick Thieneman[3] (basgitaar, zang, 2006–present)
- Jeremy McMonigle[4] (drums, 2008–present)

Voormalige leden
- Geoff Paton[5] (drums, 2006–2008)

## Geschiedenis
Young Widows werd opgericht in 2006 uit de as van de mathcore-band Breather Resist. In december 2005 verliet zanger Steve Sidoni Breather Resist en namen gitarist Evan Patterson en bassist Nick Thieneman de vocale taken op zich. Ze kwamen begin 2006 de studio binnen, maar ontdekten dat hun geluid aanzienlijk was veranderd. Vervolgens veranderden ze de naam van Breather Resist in Young Widows. Voorafgegaan door een 7-inch split met Coliseum, verscheen hun volledige album Settle Down City in september 2006 bij Jade Tree Records. Onder verwijzing naar een gebrek aan interesse van Jade Tree verhuisde de band later naar Temporary Residence Limited, waar ze hun tweede album Old Wounds uitbrachten in september 2008. Eind 2008 en begin 2009 werd een serie van vier 7-inch splits uitgebracht met Young Widows en voor elke split een andere band. Deze werden allemaal uitgebracht door Temporary Residence en bij het samenvoegen vormden de covers één 14x14-inch-foto. De oorspronkelijke drummer Geoff Paton werd in 2008 vervangen door Jeremy McMonigle. Ze toerde met bands als Pelican, Russian Circles, These Arms Are Snakes, Thursday, The Fall of Troy, La Dispute en Daughters. Hun derde album In and Out of Youth and Lightness werd in april 2011 uitgebracht door Temporary Residence en ziet de band hun geluid in een rustiger noiserock en gothic rock beïnvloede richting nemen. Young Widows bracht op 13 mei 2014 via Temporary Residence haar vierde studioalbum Easy Pain uit.

## Discografie

### Studioalbums
- 2006: Settle Down City (Jade Tree)
- 2008: Old Wounds (album)|Old Wounds (Temporary Residence)
- 2011: In and Out of Youth and Lightness (Temporary Residence)
- 2014: Easy Pain (Temporary Residence)

### Split-ep's
- 2006: Coliseum / Young Widows (split met Coliseum) (Auxiliary Records)
- 2007: Young Widows / Plows (split met Plows) (Auxiliary Records)
- 2009: Split Series Vol. 1 (split met Bonnie 'Prince' Billy) (Temporary Residence)
- 2009: Split Series Vol. 2 (split met Melt-Banana) (Temporary Residence)
- 2009: Split Series Vol. 3 (split met Pelican) (Temporary Residence)
- 2009: Split Series Vol. 4 (split met My Disco) (Temporary Residence)
- 2014: Helms Alee / Young Widows (split met Helms Alee) (Sargent House)

### Singles
- 2011: Future Heart / Rose Window (Temporary Residence)
- 2014: The Money / In My Living Room (Temporary Residence)

### Livealbums
- 2010: Live Radio Performance April 6, 2009 (Robotic Empire)

### Compilatiebijdragen
- 2014: Dumb (oorspronkelijk van Nirvana; tribute album In Utero, in Tribute, in Entirety) (Robotic Empire)
- 2015: Smells Like Teen Spirit (oorspronkelijk van Nirvana; tribute album Whatever Nevermind) (Robotic Empire)
- 2016: Negative Creep (oorspronkelijk van Nirvana; tribute album Doused in Mud, Soaked in Bleach) (Robotic Empire)

### Muziekvideo's
- 2008: Old Skin
- 2011: Future Heart
- 2014: The Last Young Widow